# الرحبة (بني بوهادي)
الرحبة هو دُوَّار يقع بجماعة سوق القلة، إقليم العرائش، جهة طنجة تطوان الحسيمة في المملكة المغربية. ينتمي الدوّار لمشيخة بني بوهادي التي تضم 13 دوار. يقدر عدد سكانه بـ 317 نسمة حسب الإحصاء الرسمي للسكان والسكنى لسنة 2004.

## روابط خارجية
- البوابة الوطنية للجماعات الترابية
- المندوبية السامية للتخطيط